# Buckibrotica
Buckibrotica is een geslacht van kevers uit de familie bladkevers (Chrysomelidae).
De wetenschappelijke naam van het geslacht werd in 1969 gepubliceerd door Bechyne & Bechyne.

## Soorten
- Buckibrotica cinctipennis (Baly, 1886)